# Championnats du monde de slalom (canoë-kayak) 2006
Navigation
Championnats du monde de slalom 2005 Championnats du monde de slalom 2007
Les 30e championnats du monde de slalom en canoë-kayak de 2006 se sont tenus à Prague (République tchèque) du 2 au 6 août 2006, sous l'égide de la Fédération internationale de canoë.

## Podiums

### K1
| Rang               | Athlète          | Pays        | Points |
| ------------------ | ---------------- | ----------- | ------ |
| Médaille d'or      | Stefano Cipressi | Italie      | 202.02 |
| Médaille d'or      | Julien Billaut   | France      | 204.49 |
| Médaille de bronze | Campbell Walsh   | Royaume-Uni | 204.78 |

| Rang               | Athlète           | Pays        | Points |
| ------------------ | ----------------- | ----------- | ------ |
| Médaille d'or      | Jana Dukatova     | Slovaquie   | 224.09 |
| Médaille d'argent  | Fiona Pennie      | Royaume-Uni | 227.41 |
| Médaille de bronze | Jennifer Bongardt | Allemagne   | 229.29 |

### K1 par équipe
| Rang               | Athlète                                            | Pays    | Points |
| ------------------ | -------------------------------------------------- | ------- | ------ |
| Médaille d'or      | Fabien Lefèvre Julien Billaut Boris Neveu          | France  | 223.51 |
| Médaille d'argent  | Daniele Molmenti Stefano Cipressi Diego Paolini    | Italie  | 229.52 |
| Médaille de bronze | Grzegorz Polaczyk Mateusz Polaczyk Dariusz Popiela | Pologne | 230.72 |

| Rang               | Athlète                                             | Pays               | Points |
| ------------------ | --------------------------------------------------- | ------------------ | ------ |
| Médaille d'or      | Mathilde Pichery Émilie Fer Marie Gaspard           | France             | 264.87 |
| Médaille d'argent  | Štěpánka Hilgertová Irena Pavelkova Marie Rihoskova | République tchèque | 265.88 |
| Médaille de bronze | Jennifer Bongardt Claudia Bär Jasmin Schornberg     | Allemagne          | 268.85 |

### C1
| Rang               | Athlète         | Pays               | Points |
| ------------------ | --------------- | ------------------ | ------ |
| Médaille d'or      | Tony Estanguet  | France             | 207.69 |
| Médaille d'argent  | Michal Martikan | Slovaquie          | 209.00 |
| Médaille de bronze | Stanislav Jezek | République tchèque | 211.01 |

### C1 par équipe
| Rang               | Athlète                                       | Pays               | Points |
| ------------------ | --------------------------------------------- | ------------------ | ------ |
| Médaille d'or      | Stefan Pfannmöller Nico Bettge Jan Benzien    | Allemagne          | 233.24 |
| Médaille d'argent  | Tomas Indruch Jan Masek Stanislav Jezek       | République tchèque | 237.68 |
| Médaille de bronze | David Florence Stuart McIntosh Daniel Goddard | Royaume-Uni        | 245.51 |

### C2
| Rang               | Athlète                               | Pays               | Points |
| ------------------ | ------------------------------------- | ------------------ | ------ |
| Médaille d'or      | Jaroslav Volf Ondrej Stepanek         | République tchèque | 224.67 |
| Médaille d'argent  | Marcus Becker Stefan Henze            | Allemagne          | 226.86 |
| Médaille de bronze | Pavol Hochschorner Peter Hochschorner | Slovaquie          | 229.84 |

### C2 par équipe
| Rang               | Athlète                                                                                             | Pays               | Points |
| ------------------ | --------------------------------------------------------------------------------------------------- | ------------------ | ------ |
| Médaille d'or      | Marek Jiras et Tomáš Máder, Jaroslav Volf et Ondrej Stepanek, Jaroslav Pospisil et Jaroslav Pollert | République tchèque | 253.90 |
| Médaille d'argent  | Marcus Becker et Stefan Henze, Felix Michel et Sebastian Piersig, Kay Simon et Robby Simon          | Allemagne          | 261.90 |
| Médaille de bronze | Pavol Hochschorner et Peter Hochschorner, Milan Kuban et Marian Olejnik, Lubos Soska et Peter Soska | Slovaquie          | 269.93 |

## Tableau des médailles
| Rang  | Nation      | Or | Argent | Bronze | Total |
| ----- | ----------- | -- | ------ | ------ | ----- |
| 1     | France      | 4  | 0      | 0      | 4     |
| 2     | Tchéquie    | 2  | 2      | 1      | 5     |
| 3     | Allemagne   | 1  | 2      | 2      | 5     |
| 4     | Slovaquie   | 1  | 1      | 2      | 4     |
| 5     | Italie      | 1  | 1      | 0      | 2     |
| 6     | Royaume-Uni | 0  | 1      | 2      | 3     |
| 7     | Pologne     | 0  | 0      | 1      | 1     |
| Total | Total       | 9  | 7      | 8      | 24    |